# Salix sinica
Salix sinica là một loài thực vật có hoa trong họ Liễu. Loài này được (K.S. Hao ex C.F. Fang & A.K. Skvortsov) G.H. Zhu miêu tả khoa học đầu tiên năm 1998.